# مافیا (بازی ویدئویی)
مافیا (به انگلیسی: Mafia) یک بازی ویدئویی به سبک تیراندازی سوم شخص ساختهٔ شرکت ۲کی چک است که در تاریخ ۲۸ اوت ۲۰۰۲ برای پلی‌استیشن ۲، ایکس‌باکس، ویندوز منتشر شد. مافیا بهترین بازی در سال ۲۰۰۲ شناخته شد. دنبالهٔ این بازی مافیا ۲ در سال ۲۰۱۰ منتشر شد.

## نسخه بازسازی شده
شرکت ۲کی گیمز در سال ۲۰۱۹ اعلام کرد نسخه بازسازی و ریمستر سه‌گانه مافیا را با گرافیک بهتر و برای تمامی کنسول‌ها از جمله پلی‌استیشن ۴ و ایکس‌باکس وان منتشر خواهد کرد و این پروژه که مافیا: سه‌گانه نام گرفت را با همکاری هنگر ۱۳ خواهد ساخت. مافیا ۲ و مافیا ۳ به صورت ریمستر و گرافیک و گیم‌پلی تغییر یافته در تاریخ مه ۲۰۲۰ منتشر شدند. نسخه بازسازی شده بازی مافیا ۱ که نیز غیر از گرافیک، شامل مراحل و نقشه جدید است و یک بازسازی کامل محسوب می‌شود در تاریخ ۲۵ سپتامبر ۲۰۲۰ منتشر شد.

## داستان بازی
توماس آنجلو یک رانندهٔ تاکسی است که طی یک ماجرا به افراد دون سالییری در فرار از دست افراد دون موریلو کمک می‌کند و به خاطر مسائلی وارد گروه مافیای دون سالیری می‌شود و به یکی از مهم‌ترین اعضای گروه مبدل می‌گردد که بعدها مجبور به کناره‌گیری از گروه و… می‌شود.
داستان بازی مافیا ۱ از سال ۱۹۳۰ شروع می‌شود، سالی که شخصت اصلی یعنی «تامی‌آنجلو» شخصی جز یک رانندهٔ سادهٔ تاکسی نبود و به سختی تلاش می‌کرد تا در شهر «بهشت گمشده» به زندگی خود ادامه دهد.
شب فرا رسیده و تامی تصمیم می‌گیرد تا به کار خود پایان داده و به خانه بازگردد اما پیش از این کار، او به معاینه و بررسی تاکسی خود می‌پردازد. در حالی که تامی مشغول بررسی تاکسی است، به ناگاه بر سر راه دو نفر از اعضای یک سازمان خلافکاری به نام‌های «سم» و «پائولی» قرار می‌گیرد که در حال فرار از دست چند نفر از اعضای سازمان خلافکاری رقیبشان یعنی خانوادهٔ «مورلو» هستند. در حالی که سم و پائولی به سختی در تلاش‌اند تا از دست رقبا بگریزند، ماشینشان دچار حادثه شده و متوقف می‌شود. پائولی بر اثر اصابت گلوله به شدت زخمی می‌شود و به همین دلیل، سم به دنبال راه فرار است که در همین لحظه، تامی را مشاهده می‌کند که در کنار تاکسی خود ایستاده‌است؛ بنابراین اسلحه را به سمت او گرفته و از تامی می‌خواهد که آن‌ها را از دست رقبا فراری دهد.
پس از یک تعقیب و گریز، زمانی که تامی به مکان امنی می‌رسد، سم از او می‌خواهد که آن‌ها را به مقصد مورد نظرشان برساند. پس از رسیدن به مقصد، تامی متوجه می‌شود که سم و پائولی برای یکی از خانواده‌های بزرگ مافیا به نام «سالیری» کار می‌کنند. پس از آنکه سم به تامی، مقداری پول بابت فراری دادنشان می‌دهد، به او می‌گوید که اگر نیاز به کار جدیدی داشت، خانوادهٔ سالیری از افراد با مهارتی مثل او استقبال می‌کند. تامی نیز در پاسخ به سم می‌گوید که در مورد پیشنهادش فکر خواهد کرد، گرچه در آن زمان تامی تنها قصد داشت از موقعیتی که در آن قرار گرفته، فرار و جان خود را حفظ کند.
با فرا سیدن روز بعد، تامی سر کار خود بازمی‌گردد و مسافران را به مقصد می‌رساند. پس از مدتی تصمیم می‌گیرد تا برای خوردن قهوه و همچنین استراحت، در محلی نزدیک به کافهٔ سالیری توقف کند. مدت کوتاهی پس از توقف تامی، دو نفر از افراد خانوادهٔ مورلو که در تعقیب و گریز شب گذشته حضور داشتند، به تامی حمله می‌کنند. تامی که توان مقابله در برابر دو فرد مهاجم را ندارد، تصمیم می‌گیرد به سمت کافهٔ سالیری فرار کرده و از افراد او کمک بخواهد. پس از رسیدن به کافهٔ سالیری، افراد او دو مرد مهاجم را نابود کرده و تامی را نجات می‌دهند.

## شخصیت‌ها
توماس آنجلو (تامی): شما بازی را با این نقش شروع می‌کنید. در حقیقت نقش اول بازی خود اوست. وی در آغاز رانندهٔ تاکسی است اما پس از برخوردی اتفاقی به خانوادهٔ مجرم سالیاری می‌پیوندد و تبدیل به یک گانگستر می‌شود و در آخر بازی توسط ویتو اسکالتو و جو باربارو کشته می‌شود.
دون سالیری (رئیس باند): سر کرده یکی از باندهای مافیایی بازی است، او در ابتدا رابطهٔ خوبی با شما برقرار می‌کند و رفته رفته به‌هم نزدیک می‌شوید تا این‌که توماس آنجلو تصمیم به لو دادن سالیری می‌گیرد. سالیری در نهایت به حبس ابد محکوم می‌شود و به زندان می‌افتد و یک‌سال بعد در زندان می‌میرد. اما پس از ۱۳ سال، دار و دسته سالیری توماس آنجلو را توسط ویتو اسکالتا و جو بارباربارا که هردوشخصیت‌های سری دوم هستند به قتل می‌رسانند و انتقام خود را از وی می‌گیرند.
فرانک: دست راست سالیری، حسابدار، مدیر کافه، وکیل و حقوق‌دان… بدون او سالیری نیمی از قدرتش را از دست خواهد داد چرا که فرانک وظیفهٔ ارتباطات را در گروه بر عهده دارد، در اواسط بازی فرانک به‌دلیل گروگان‌گیری همسر و فرزندش مجبور به خیانت به گروه می‌شود و تام مسئول کشتن او می‌شود که این‌کار را نمی‌کند و به فرانک اجازه می‌دهد که با خانواده اش به اروپا فرار کند ولی بعد چند ماه توسط افراد سالیری کشته می‌شود.
پالی: پالی دوست توماس آنجلو است رابطهٔ خوبی با او دارد و در شروع کار کمک زیادی به توماس در اوج گیریش در گروه می‌کند. در آخر توسط سام یکی دیگر از اعضای خانواده به قتل می‌رسد.
سام: سام یکی دیگر از اعضای گروه سه نفره حرفه‌ای سالیری هست و دست راست اون بعد از خیانت فرانک، سام دو بار توسط توماس در بازی نجات داده می‌شود اما در آخر به دلیل خیانت به تامی توسط او کشته می‌شود.
لوئیجی: پیش خدمت بار سالیری است. دختر لوئیجی با تام ازدواج می‌کند.
سارا: سارا آنجلو دختر لوئیجی که در یکی از مأموریت‌ها تامی او را تا منزل اسکورت می‌کند و از او در مقابل دسته‌ای خیابانی محافظت می‌کند. سارا سپس تامی را به آپارتمانش دعوت می‌کند و تامی متوجه می‌شود که می‌تواند باقی عمرش را با او سپری کند و بعد آن دو باهم ازدواج می‌کنند و صاحب یک دختر می‌شوند.
رالف: هر ماشینی که بخواهید به شما می‌دهد اما به‌موقع او تعمیرکار بار سالیری است و در حرف زدن مشکل دارد.
وینچنزو: اسلحه‌دار بار است، قبل از هر مأموریت شمارا تجهیز می‌کند، اهل شوخی نیست اما بیسبال را دوست دارد، به شدت به سالیری وفادار است.
لوکاس برتون: به شما آموزش می‌دهد که چگونه بهترین ماشین‌های شهر را بدزدید اما قبل از آن باید مأموریت‌های جانبی او را انجام دهید.
برادران موریلو: برادران موریلو دو نفر هستند، سرجیو موریلو و موریلوی بزرگ، دشمنان اصلی دون سالیری که در طول بازی آن‌ها را نابود می‌کنید.